# Naomi Scott
Naomi Scott, född 6 maj 1993 i London, är en brittisk skådespelare och sångare. Hon är mest känd för rollen som prinsessan Jasmin i nyinspelningen av Disneyklassikern Aladdin. Hon spelade också rollen som Mohini "Mo" Banjaree i Disney-filmen Lemonade Mouth, och som Megan i tv-serien Life Bites.

## Filmografi i urval
- 2009 – Life Bites (TV-serie)
- 2011 – Lemonade Mouth
- 2011 – Terra Nova (TV-serie)
- 2015 – The 33
- 2015 – The Martian
- 2017 – Power Rangers
- 2019 – Aladdin
- 2019 – Charlie's Angels
- 2024 – Smile 2
- 2025 – Eternal Return